# روبرت إف. ويلارد
روبرت إف. ويلارد (بالإنجليزية: Robert F. Willard)‏ هو ضابط أمريكي، ولد في 5 ديسمبر 1950 في بيل في الولايات المتحدة.

## وصلات خارجية
- روبرت إف. ويلارد على موقع IMDb (الإنجليزية)
- روبرت إف. ويلارد على موقع إن إن دي بي (الإنجليزية)
- روبرت إف. ويلارد على موقع قاعدة بيانات الفيلم (الإنجليزية)